# Planet X
Planet X – amerykański zespół muzyczny wykonujący instrumentalny metal progresywny z wpływami fusion. Powstał w 1999 roku w Kalifornii z inicjatywy australijskiego perkusisty Virgila Donatiego, poprzednio związanego z grupą Southern Sons oraz amerykańskiego klawiszowca Dereka Sheriniana, byłego członka formacji Dream Theater.
Skład grupy na przestrzeni lat ulegał wielokrotnym zmianom. Formacja częstokroć angażowała do prac nad nagraniami oraz podczas występów scenicznych muzyków jazzowych i przedstawicieli rocka progresywnego, m.in. takich jak: Allan Holdsworth, Billy Sheehan, czy Tom Kennedy. W swej twórczości grupa odwołuje się do dokonań takich zespołów i wykonawców jak: Return to Forever, The Mahavishnu Orchestra, Bill Bruford, UK oraz Ozzy Osbourne.

## Dyskografia
- Universe (2000, InsideOut Music)[5]
- Live from Oz (2002, InsideOut Music)
- MoonBabies (2002, InsideOut Music)[6]
- Quantum (2007, InsideOut Music)[7]